# 长安
长安（中古擬音：ɖɨang-'an）是世界历史上举足轻重的著名都城，也是今西安市的古称，阿拉伯地区与拜占庭帝国旧称之为胡姆丹（Khumdan）。其地点由于历史原因有过多次迁徙，但大致位于现在关中平原的西安和咸阳附近。四关拱护，八水环绕，农业上天府之国，军事上易守难攻。周、秦、汉、隋、唐等十余个朝代建都于此，是古中國的最重要的大都市。自西汉太初元年設京兆尹、左馮翊、右扶風爲三輔，此後三國、晉等朝代一直將长安一帶的京畿地區称为「三輔」。“雍州”“京兆”長期作為長安地區的行政名稱。曾經建都長安的西周、秦朝、西汉與唐朝是中国历史上最为著称的鼎盛时期，尤其是汉唐盛世时期都是世界上最繁荣的都市。長安作為中國首都地位的历史長達1100多年，在中国最繁盛的时期一直作为首都，在历史的长度和高度上世界无出其右，亦在中國古典文學史上举足轻重。
古代鼎盛时期的长安拥有超過百萬的人口，创造了人类城建史的记录，为近现代前人类最大的城市。在其发展的极盛阶段一直坐拥着东亚乃至亚洲大陆中心城市地位，同时也是世界最大都市，吸引大批的外国使节、僧侣與商人的到来，著名的丝绸之路在西汉与唐朝时期就是以汉唐古都长安为起点。如今，西安市仍然存有大量当时建造的唐朝宫殿遗址、陵墓、佛塔、碑刻、壁画、雕塑及生活用品等文化遗产。唐代的長安城為京畿道京兆府管轄，以朱雀大街為界分屬長安縣、萬年縣。唐朝滅亡後，随着连年战乱带来的政治中心与经济中心的东移，关中地区逐渐失去了首都之地位，但“长安”一词在后世被广泛用作京城代称。五代時，後梁改京兆府為雍州，設大安府，改军为永平军，後唐復為西京京兆府。後漢改晋昌军，北宋復稱京兆府，亦稱永興軍，初置陝西路，後置永興軍路。金朝改永興軍路為京兆府路。元朝初沿稱京兆府，後設安西府，又改為安西路、奉元路。
明朝建立後，朱元璋一度曾將長安作為首都考慮之一，但由于太子朱标的病逝没能实现。明代改奉元路為西安府，府城分屬長安縣與咸寧縣，西安之名即由此而來。明代西安城建设上得到一定的复兴，目前的西安城墙、钟楼、鼓楼等大量古建筑源于明代。1943年，中華民國國民政府再次成立西安市，再次划拨西安城城关及城周四乡面积230平方公里划归西安市。之后该地仍然存在长安区等相关名称。

## 汉长安城修筑前的长安地区

### 史前
长安地区很早就有都市存在，早在100万年前，蓝田人就在这里建造了聚落；7000年前的仰韶文化时期，这里已经出现了城垣的雏形，半坡遗址是仰韶文化的代表。2008年中国十大考古发现之首——高陵杨官寨遗址的发现，将东亚城市历史推进到了6000年前的新石器时代晚期，这个相当于40个标准足球场大小的聚落，也许是东亚最早的城市，城市边缘有一条长达1945米的环壕。社会已经有了简单的分工，除了血缘，还有某种制度联系。

#### 相关遗址
半坡遗址，杨官寨遗址，北首岭遗址，姜寨遗址，康家遗址，石摞摞山遗址，甜水沟遗址，元君庙—泉护村遗址，横阵遗址等。

### 西周丰镐二京
丰镐是丰京和镐京（「鎬」）的统称，周朝的都城。
周文王之时，为向中原地区拓展，就在沣水渭水间筑设丰京，将都城从岐邑迁至丰；周武王继位，再建镐京，又迁都於镐。历时300年。镐京又称宗周，据《长安志》卷三引皇甫谧《帝王世纪》解释为：“武王自酆居镐，诸侯宗之，是为宗周”。
周成王时，周人兴建东都雒邑，即成周，以此为中心加强对东方的控制。周王虽然经常在成周驻跸，但还是以宗周为活动的中心。昭穆之世，周人加强了对东方的活动，大量活动开始以成周为中心。等到周幽王时，犬戎攻破镐京，西周灭亡。经历战火的宗周宫室焚毁，周宗室在丰镐一带再难以立足，周平王只得东迁至成周。从此也有人沿袭西周旧称，将成周称为宗周——“周既去镐京，犹名王城为宗周也”（见郑注《礼记·祭统》）。

#### 地理位置
豐京及鎬京的遺址位於陝西省西安市西南12公里的灃河兩岸，豐京在河的西岸；镐京在河的东岸。考古发现指出，镐京遗址大约位于今西安市长安区斗门街道以北。中华人民共和国國務院于1961年把豐鎬遺址列為全國重點文物保護單位。

#### 功能划分
丰京在西周后期更多的承担了祭祀的带有宗教性的作用，是宗庙和园囿的所在地，镐京则作为行政中心存在，为周王居住和理政的中心。习惯上将这两座城市看成一个城市。

#### 相关遗址
丰镐相关遗址包括：丰镐遗址，周原遗址，周公庙遗址（凤凰山遗址），杨家村遗址，梁带村遗址等。

### 春秋战国及秦朝
春秋、战国时期，渭河南岸相对没落，渭河北岸的雍城、泾阳、栎阳、咸阳曾作为秦国都城，咸阳更成为秦朝首都。随着秦人活动的范围增加，中心逐渐由渭北转移向渭南。秦始皇时期曾多次大面积修建渭南的咸阳宫室，如阿房宫、秦宗庙、章台、上林苑等。

#### 相关遗址
郑国渠首遗址，魏长城遗址，秦雍城遗址，栎阳城遗址，秦咸阳城遗址，秦东陵，秦始皇陵，兵马俑，阿房宫遗址。

## 汉、晋、十六国、南北朝长安城

### 建城史
劉邦即位後，正式定都長安（与秦咸阳位置有差异，新修而成），開啟長安長連1200年的京城據點，源自於西元前202年擊敗項羽後，劉邦原本想建都雒陽，但是朝臣婁敬建議入都长安，但群臣大多是從東方而來，紛紛反對，認為雒陽更好。於是劉邦徵詢張良，張良說：「雒陽建都的東周雖然比秦僅兩世好，但是城郭僅數百里，田地太薄，四面都是平地，容易遭受到攻擊。反觀關中有函谷關、隴蜀的沃野千里，南邊有巴蜀的富庶，北邊有胡人畜牧的便利，可以在三面防守，並向東方牽制諸侯，只要握住渭水通運京師，當東方有變，就可以順流而下。正所謂金城千里，天府之國。婁敬說的沒錯。」於是劉邦決定入都关中，並拜婁敬為郎中，賜劉姓。

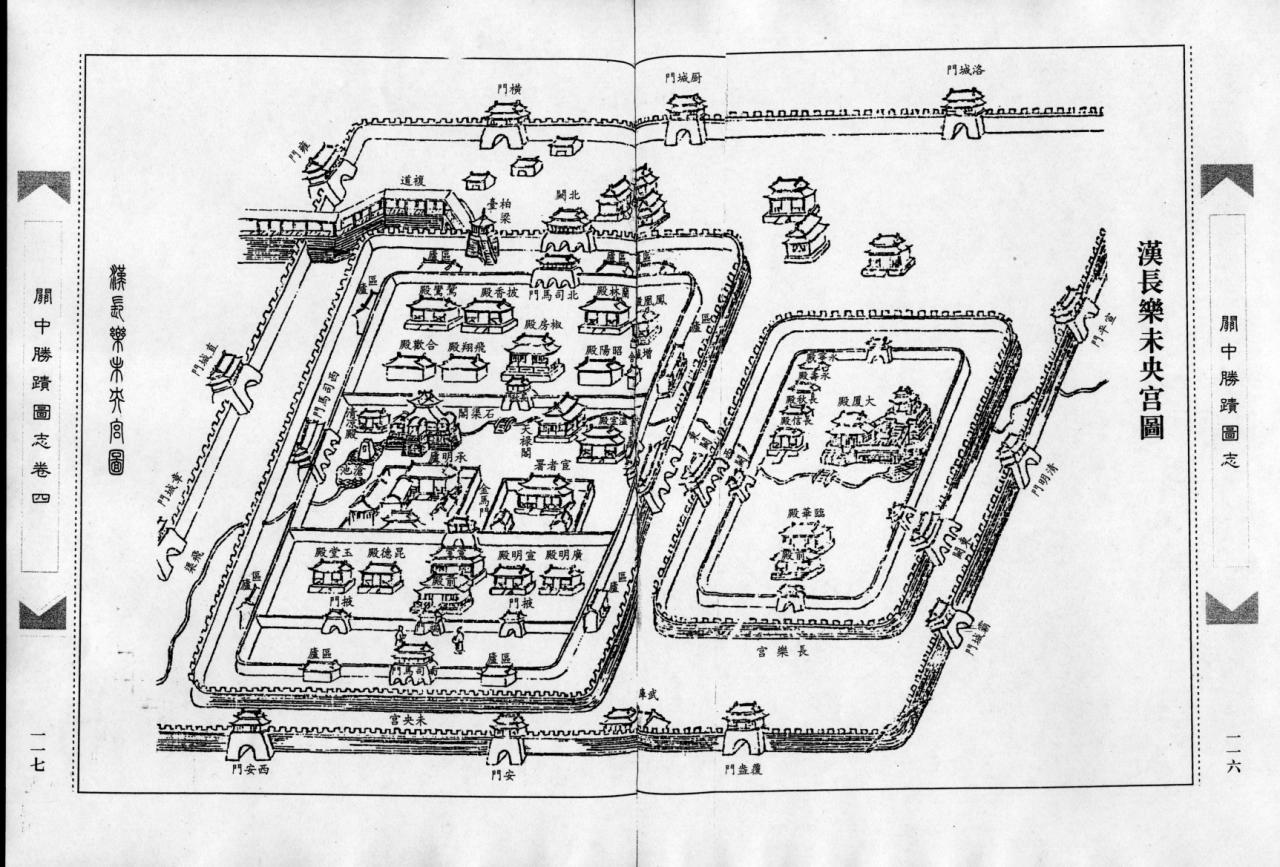
清朝毕沅所绘的汉长乐未央宫图，载于《关中胜迹图志》卷四

汉太祖五年（前202年），刘邦开始在渭河南岸、阿房宫北侧、秦兴乐宫的基础上重修宫殿，命名为长乐宫。太祖七年（前200年）建造了未央宫，同一年由栎阳城迁都至此，因地处长安乡，故命名为长安城。汉惠帝元年（前194年）至五年（前190年）建造城墙。汉武帝设京兆尹治理长安，对长安城进行了大规模扩建，兴建北宫、桂宫和明光宫，并在城西扩充了上林苑，开凿昆明池，建建章宫等。

### 历史地位
在西汉的214年历史里，长安长期性地作为全国的政治、经济和文化中心。自汉武帝建元二年（前139年）派张骞使团出使西域，开通了汉朝通往西域的商道，长安城成为连接欧亚的桥梁、“丝绸之路”的起点，繁盛一时。

### 人口

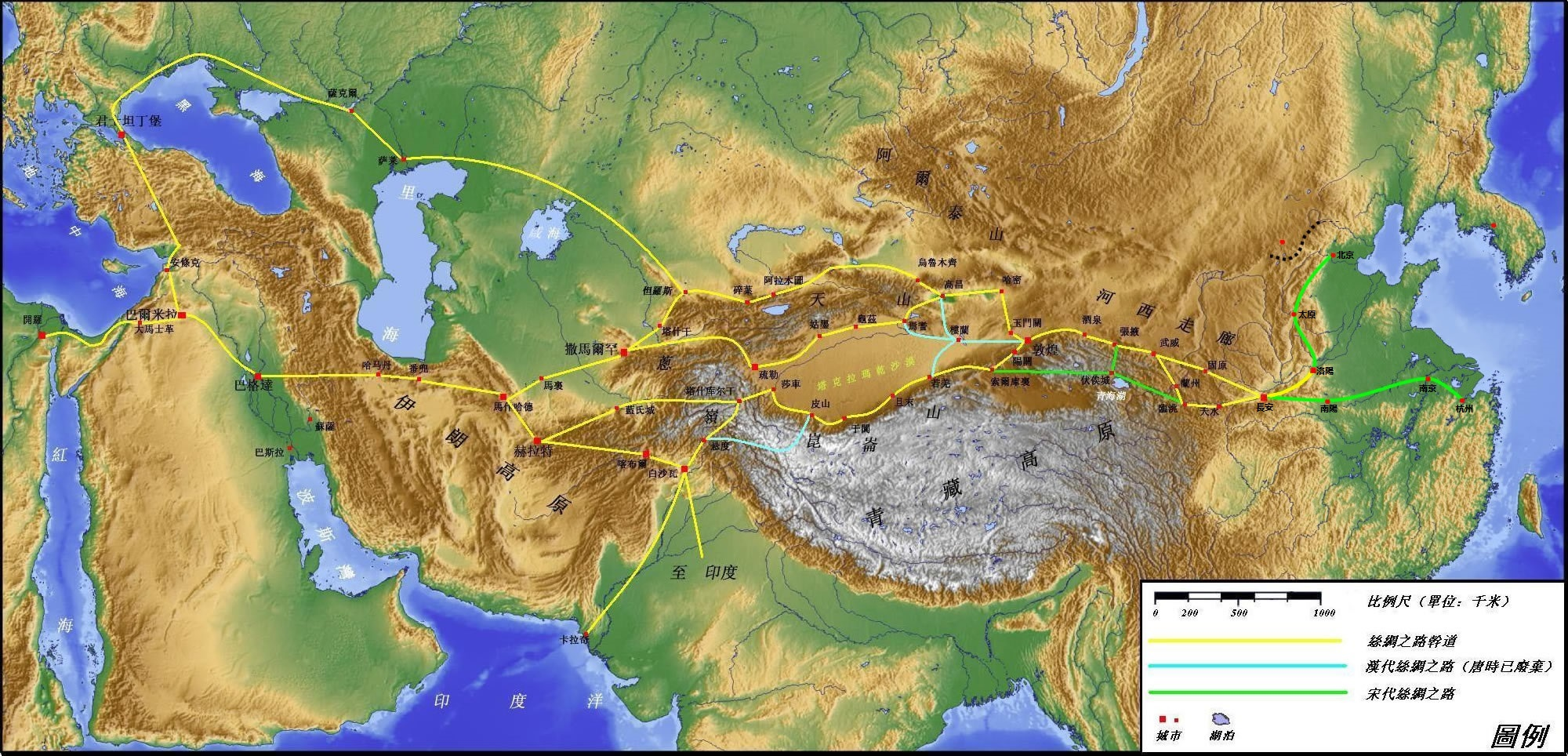
丝绸之路

汉平帝元始二年（2年）时，长安户籍人口约8.8万户，口24.6万，而京兆尹辖区范围内有在籍人口约19.57万户，口68.25万。成为中国历史上第一座规模庞大、居民众多的城市。在公元前195年超过南亚的孔雀王朝首都Pāṭaliputra (天城文: पाटलिपुत्र),现代印度城市巴特那，直到公元25年东汉朝迁都洛阳為止。

### 城市布局
汉长安城位于今西安市区西北郊外，面积约36平方公里。城市有12座城门和8条主要街道，最长的街道长5500米。城内的宫殿、贵族宅第、官署和宗庙等建筑约占全城面积的三分之二。
宫殿集中在城市的中部和南部，有长乐宫、未央宫、桂宫、北宫和明光宫等。其中未央宫是从汉惠帝开始的许多皇帝的居住和处理朝政的地方，是中国历史上最有名的宫殿之一。在城西有面积广大的上林苑，苑内主要有昆明池、建章宫等。在城南有一组王莽时期建造的礼制建筑。
居民区分布在城北，划分为160个“闾里”。市场在城市的西北角上，称为“长安九市”。汉长安城一改战国时期大小城相套的格局，把居民区、工商业区和宫殿区集中在一座城市里，后世的都城都沿用了这一体系。
西汉末年王莽执政，建立新朝，並將都城長安改稱“常安”，此後各地發生起義，常安城一度毁于战火。至东汉光武帝劉秀定都雒陽，长安改作西京，失去了原来的全国政治文化中心地位，但仍是丝绸之路上极其重要的城市。
及至汉末，汉献帝曾迁都回长安。西晋末年，晉愍帝在此短暂建都。此后长安幾度又成为战争频发地，十六国时期的前赵、前秦、后秦、南北朝时期的西魏、北周等政权也都将首都设在这里。

### 相关遗址
目前汉长安城相关的遗址主要为：汉长安城遗址，汉阳陵在内的西汉十一座巨型帝陵（一般仅仅封土边长就有两百米左右），霍去病墓，甘泉宫遗址，司马迁墓和祠，京师仓遗址，良周遗址，西魏永陵等。

## 隋大兴城与唐长安城

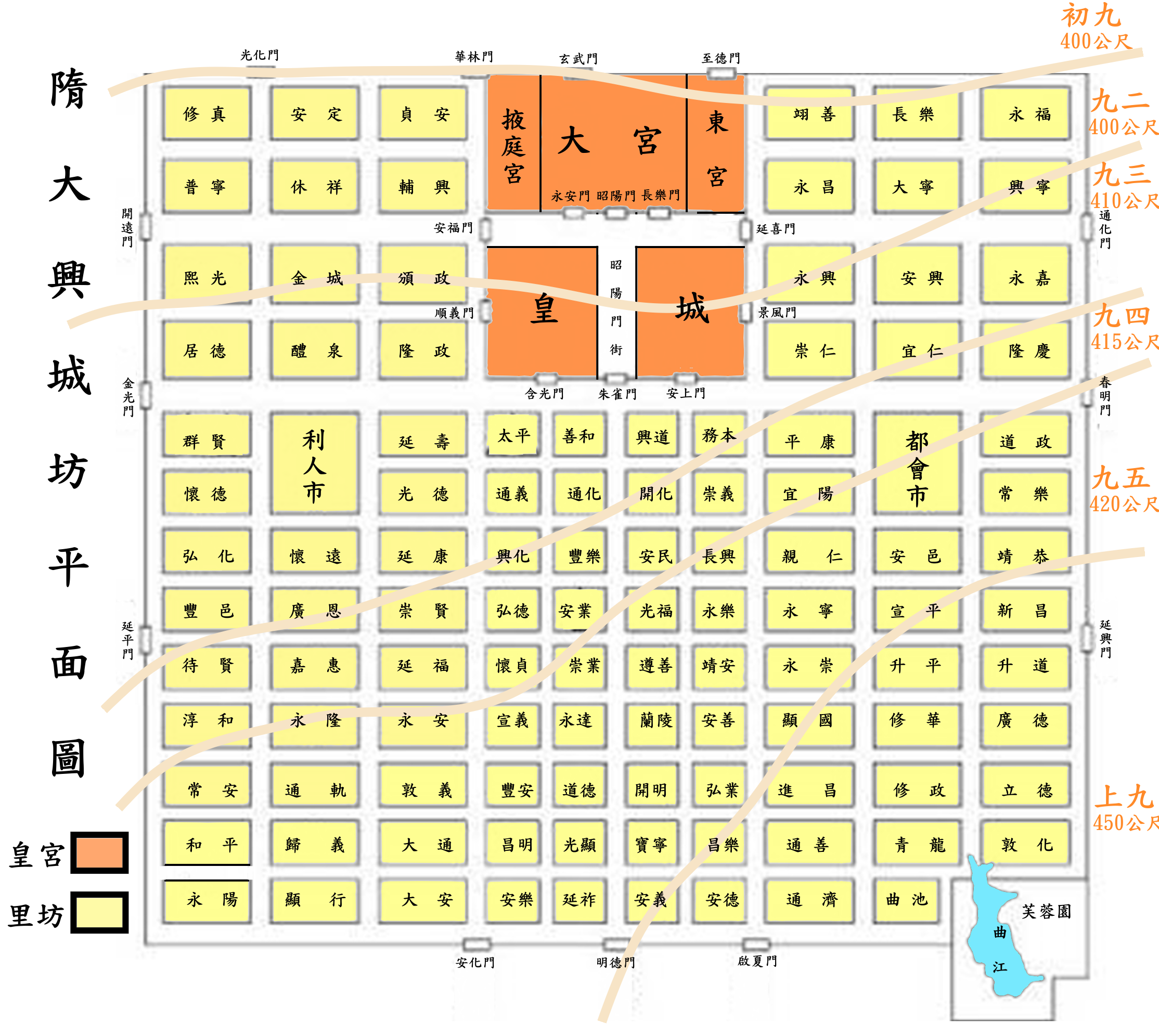
隋朝大興城城坊平面圖

### 城市史
楊堅建立隋朝後，最初定都在漢長安城。但当时的长安破败狭小，水污染严重，于是便决定在东南方向的龙首塬南坡另建一座新城。开皇二年（582年）起，在宇文恺的主持下，仅用9个月左右的时间就建成了宫城和皇城。开皇三年（583年），隋王朝迁至新都，因為隋文帝早年曾被封为大兴公，因此便以“大兴”命名此城。隋煬帝继位后，陸續开凿南北大运河，以水路连接大兴城和隋唐洛陽城。隋煬帝大業九年（613年），动用10余万人在宫城和皇城以外建造了外郭城108坊，城市的总体格局至此基本形成。唐朝继续在此定都，并更名为長安。此后进一步修建和完善，在唐高宗和唐玄宗年间先后增建了大明宫和兴庆宫等宫殿。
618年，李淵建立唐朝，定都大興。唐高宗在位期间，興建了大明宫，唐玄宗在位期间，在兴庆坊营建了興慶宮。
唐代長安城為京畿道京兆府管轄，以朱雀大街為界，西為長安縣，東為萬年縣。自唐朝建立后近一个半世纪里，国势日盛，国威远扬，长安亦日臻繁荣，成为世界上最大最繁华的大都市，“九天阊阖开宫殿，万国衣冠拜冕旒”描述的正是极盛时期长安作为东方世界中心地位的真实写照。
安史之乱期间，叛军曾短暂盘踞长安（756年），吐蕃也曾短暂占据长安15天（763年），大唐由盛转衰，叛乱平定后，长安逐渐恢复元气。
中唐时期，长安人口仍然超过百万，为大唐帝国的政治和文化中心，大唐仍维持对周边藩属的宗主权，大唐仍是东方世界的中心，持续百余年。
晚唐时期，黄巢起义军曾攻破长安（881年），大肆屠杀居民，抢夺财物，对长安造成巨大破坏。（904年）朱全忠逼迫唐昭宗迁都洛阳，不仅将所有宫殿房屋拆毁迁移，亦将人口悉数迁移。长安被毁，帝气殆尽，后虽重建，但不再被作为首都。

### 人口
初唐长安城的经济和文化发展得十分迅速。根据Matt T. Rosenberg的研究，在公元637年长安超过波斯帝国萨珊王朝首都泰西封成为世界上最大的城市，一直保持到公元775年被阿拉伯帝国阿拔斯王朝首都巴格达超过，共138年。根据较新的研究成果，中晚唐黄巢之乱前长安人口很可能超过150萬。

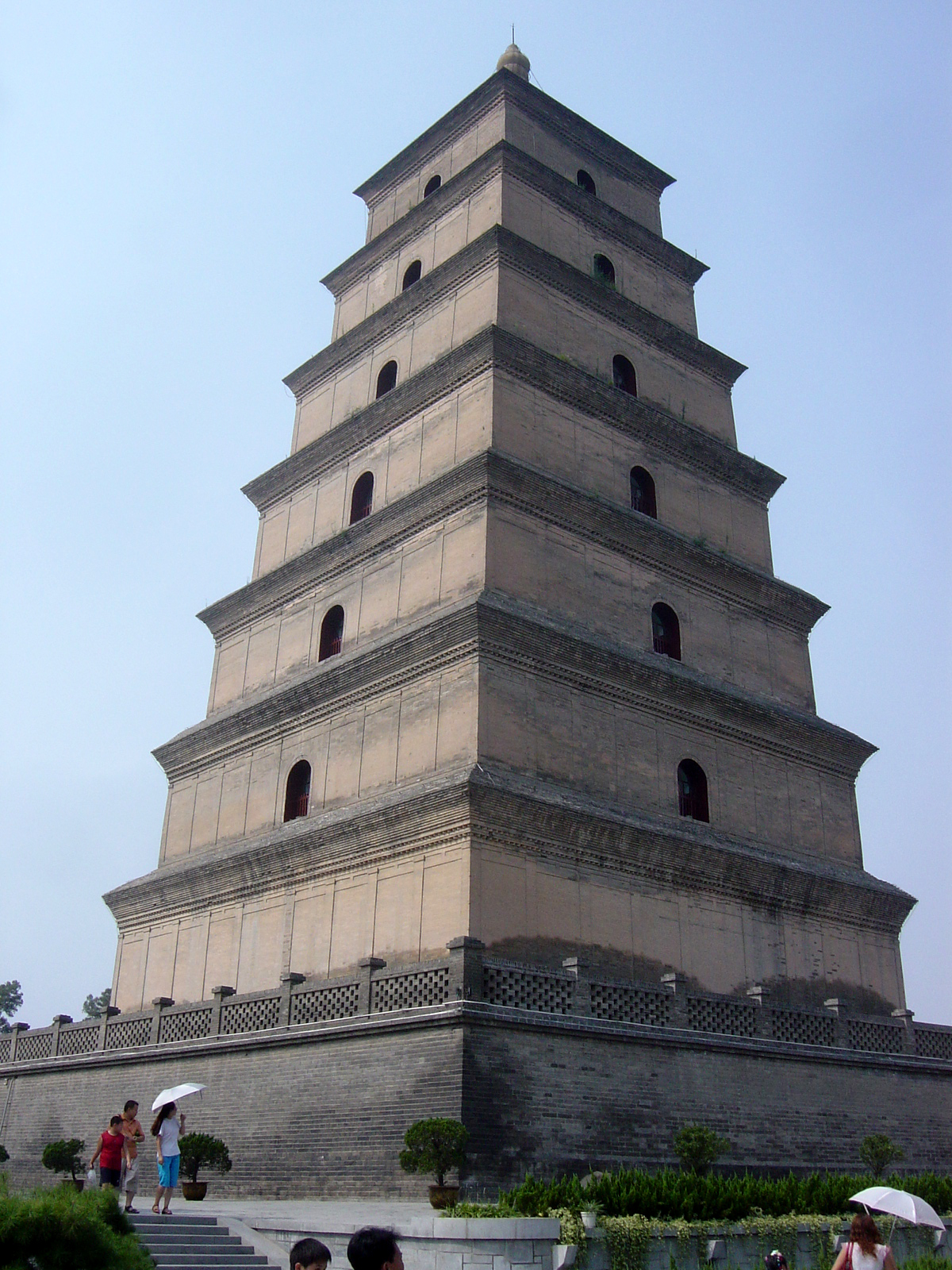
長安大雁塔永徽三年（652年）建造

### 布局
唐长安城位于现在的西安市城区、东郊、西郊的小部分以及南郊的较大部分，面积达83.1平方公里，是现在西安城墙内面积的10倍。城市按中轴对称布局，由外郭城、宫城和皇城组成。外郭城墙上开十二座城门，南面正门的明德门为正门。宫城位于郭城北部正中，有皇宫太极宫，皇城位于宫城以南，分布着中央官署和太庙、社稷等祭祀建筑。
外郭城内有大街22条，纵横交错的街道将外郭城分作了110坊（隋称“里”），坊间遍布着佛寺和道观，其中著名的里坊有亲城坊。长安城城廓外则以朱雀大街分治，东归万年县，西归长安县。长安万年两县归京兆府管辖。 
东城西城分别有东市和西市两座市场，集中了长安城的主要商业。城内有四条沟渠提供生活和环境用水。城东南角有一座人工园林——芙蓉园，园中有曲江池。东北是另一座大型宫殿——大明宫。日本僧人圓仁在其《入唐求法巡禮行記》中記載了長安東市火灾的情形，“夜三更東市失火，燒東市曹門以西二十四行，四千余家。”

### 对其他城市的影响
唐长安城的形制是中国古代城市、尤其是都城建设的典范，在当时也影响了邻近国家的都城建设。渤海国上京龙泉府、日本国的平城京和平安京都效仿了长安的规划。日本平安京的西半部便称为“长安”。

### 相关遗址
目前唐长安城相关的遗址主要为：大雁塔，大慈恩寺，小雁塔，大明宫，太极宫，乾陵，昭陵等十八座唐朝帝陵，碑林，法门寺，青龙寺，大秦寺塔，兴教寺塔，灞桥遗址，华清宫遗址，仙游寺法王塔，水陆庵，东渭桥遗址，鸠摩罗什舍利塔，香积寺善导塔，八云塔，长安圣寿寺塔，长安华严寺塔，昭慧塔，药王山石刻，玉华宫遗址，隋泰陵，耀县文庙，隋仁寿宫唐九成宫遗址，慈善寺石窟，杨珣碑，大佛寺石窟，昭仁寺大殿，精进寺塔，百良寿圣寺塔等。

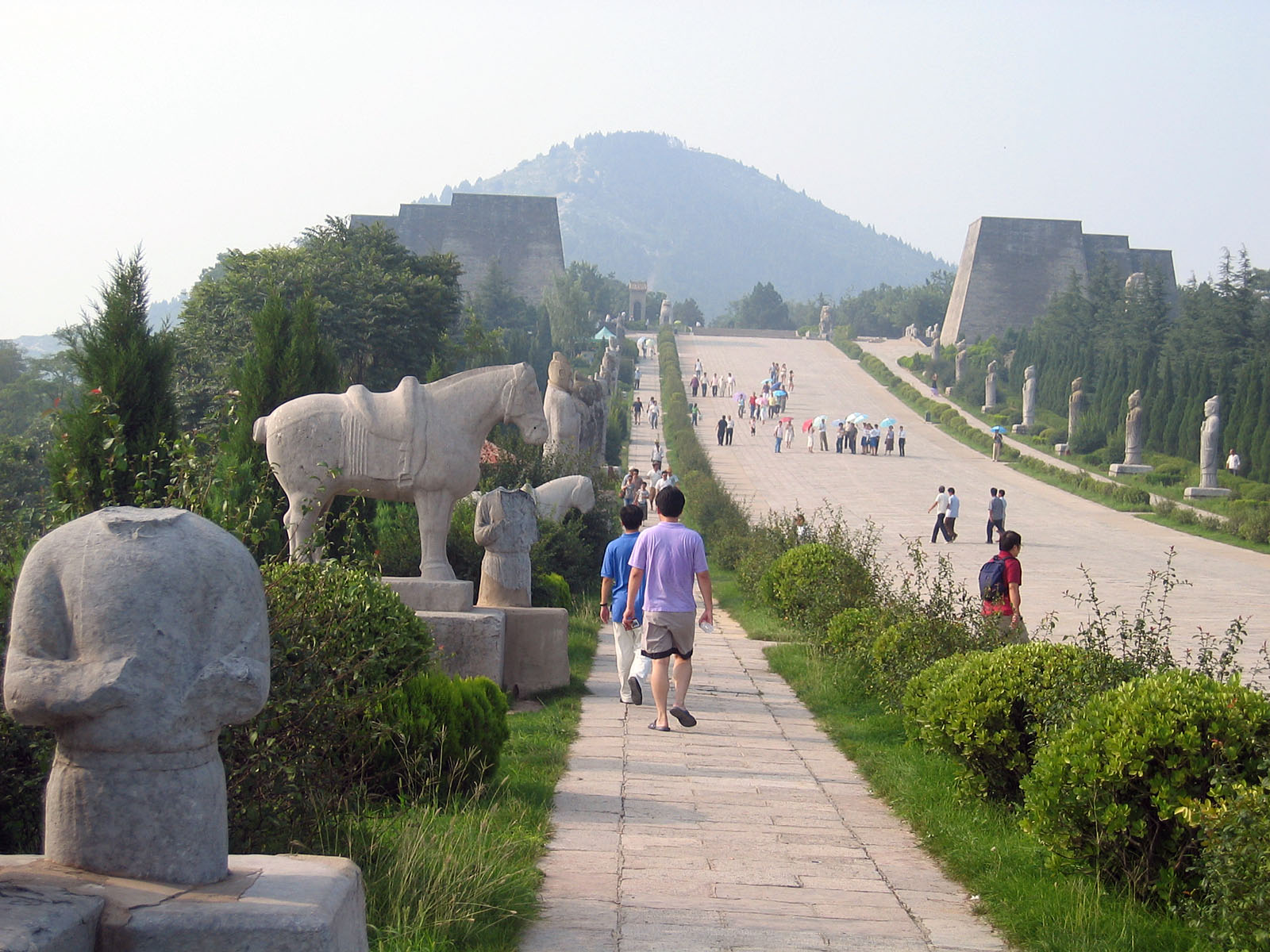
乾陵
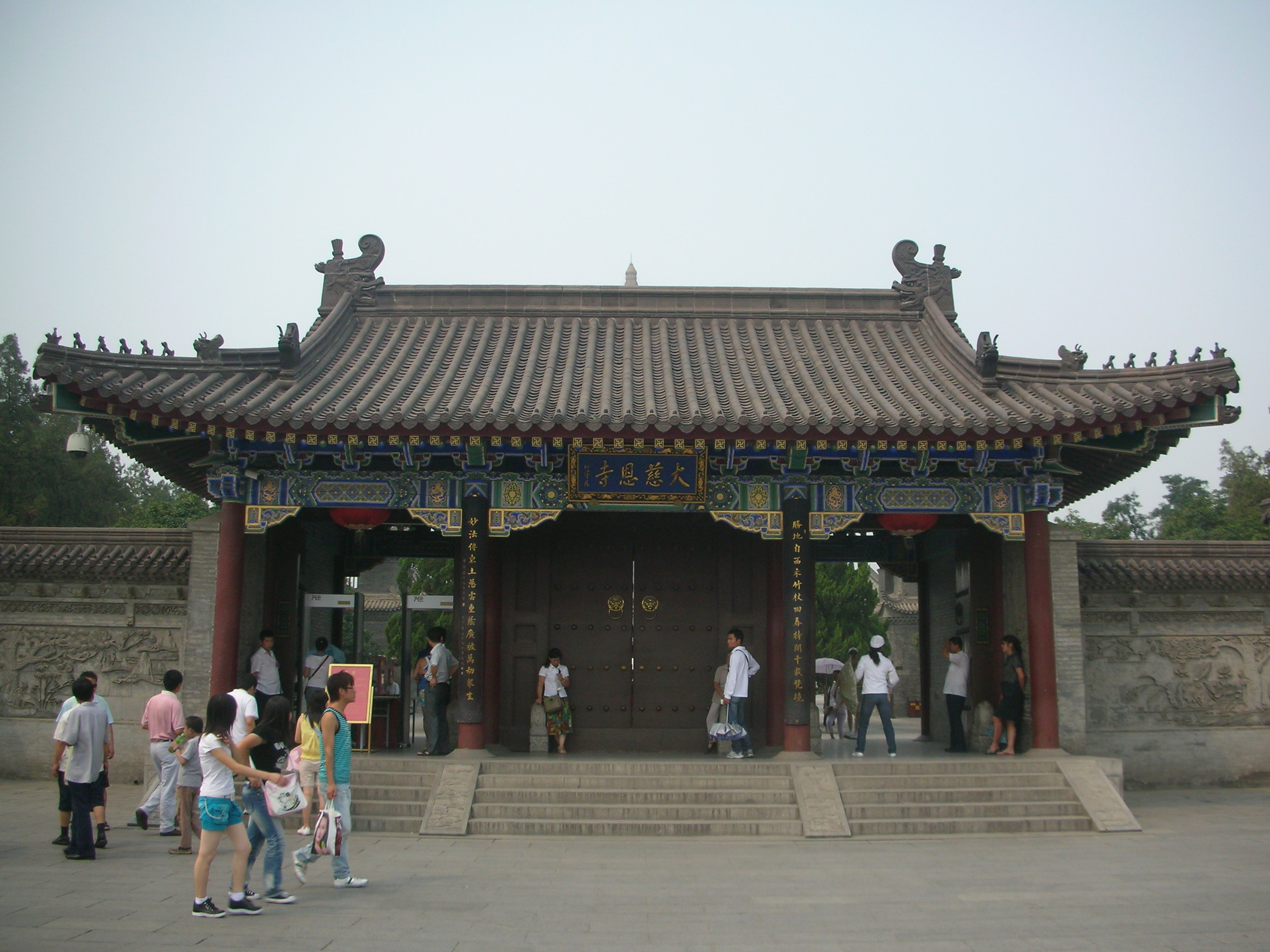
大慈恩寺
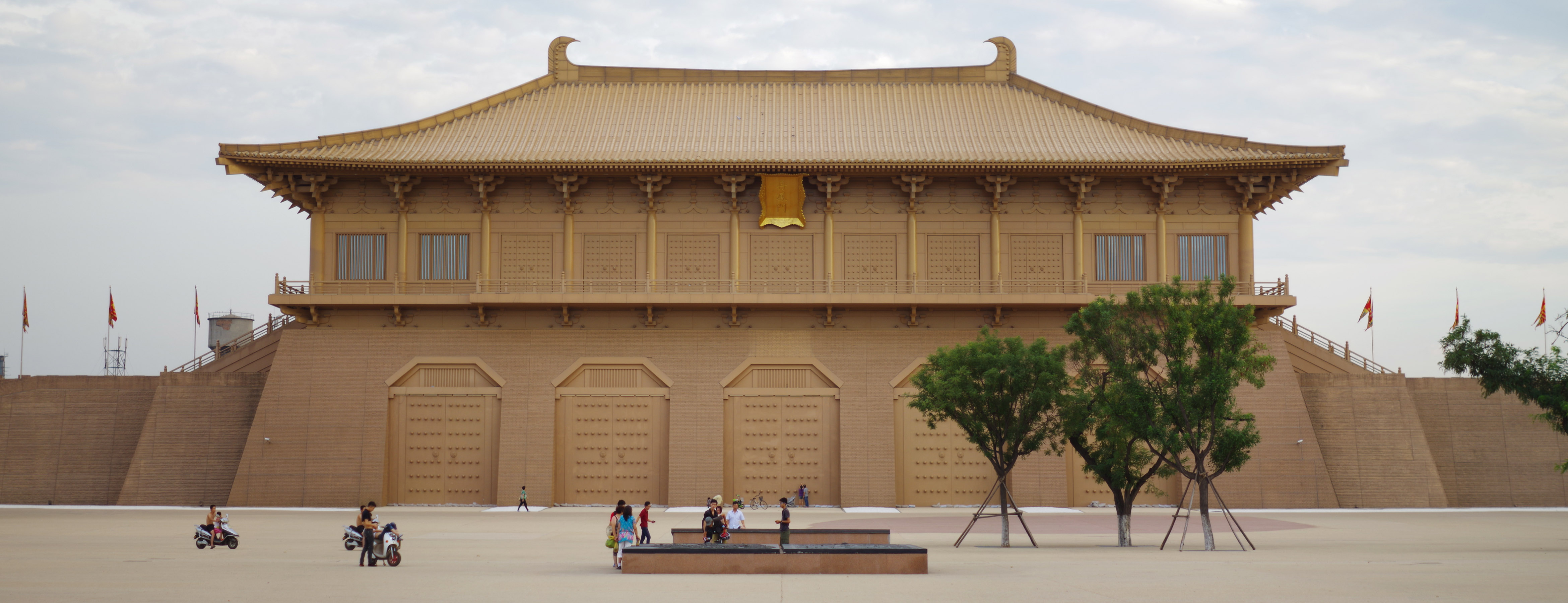
复建的唐大明宫丹凤门

## 唐末之后
天佑元年（904年），朱全忠挟持唐昭宗，效法迁都洛阳的武后，下令官民迁都洛阳，并把宫室拆毁，屋木运走並順流而下進入洛陽，另亦將長安城焚毀，長安人民強迫遷移。從此長安氣數已盡，不再是政治中心，而轉移到開封或燕京。后来，驻守长安的佑国军节度使韩建认为城广人稀，不利于防守，于是便对城市进行改筑，缩为“新城”，也就是五代、北宋、金朝、元朝的长安城。
唐代以后，长安就不再是中原王朝的都城。后梁设大安府，后唐设京兆府，北宋设京兆府，金代设京兆府。元代设安西路、奉元路等。

### 明清西安城
明太祖朱元璋定都南京應天府後，认为“天下山川，惟秦中号为险固”，因此将次子朱樉封为秦王，就藩西安府（洪武二年（1369年）奉元路改称为西安府）。并诏令长兴侯耿炳文和都指挥朴英修整西安府城，洪武三年（1370年）起，开始兴建西安城墙。
城墙修建时，西、南两面在原唐长安城皇城的基础上增修加长而成，东墙和北墙进行了新建。整个建设历时八年，到洪武十一年（1378年）基本完工。此后隆庆二年（1568年），在墙顶和外壁面砌造了青砖。
清代基本沿袭明制，对西安城墙进行过十二次补修。其中规模最大的是乾隆四十六年（1781年）的工程，将包墙增厚，铺设海墁，并增修排水道等，大大增强了西安城的防御能力。
清光緒26年（1900年）八國聯軍入北京，慈禧太后與光緒帝曾逃亡到西安。中華民國建國之後，蔣介石在中國抗日戰爭爆發前，大力進行剿共，1936年（民國25年）蔣介石至西安時，張學良發動西安事變，最後促成暫時停止國共內戰，共同抗日。

### 现代

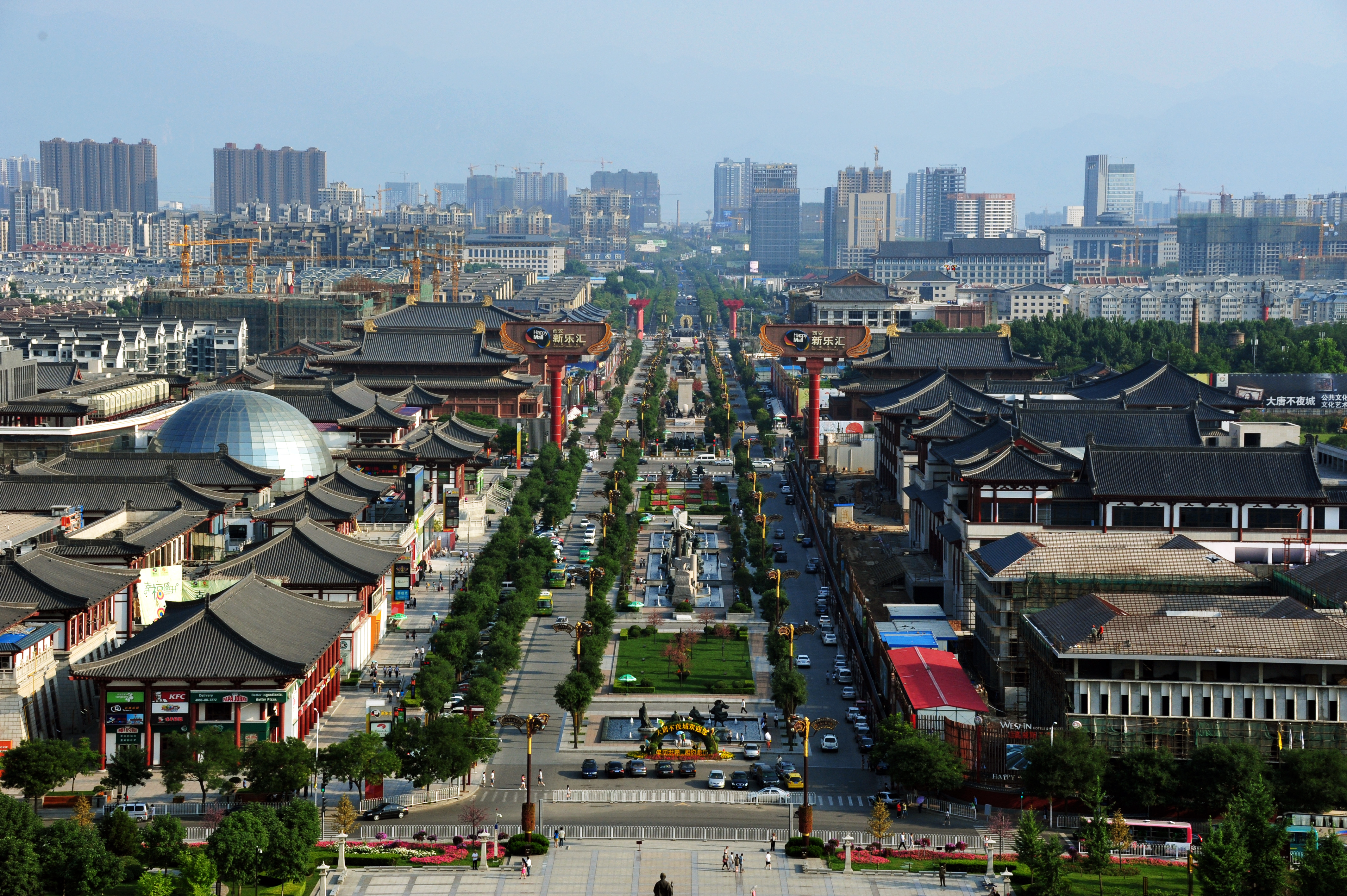
大雁塔南广场众多新唐风建筑

长安大致等於現今西安市。西安是中国重要的科研、高等教育、国防科技工业和高新技术产业基地。中國西北地區地区重要的金融、商贸中心和交通、信息枢纽。地处中国中西部两大经济区域的结合部，是西北通往西南、中原、华东和华北各地市的门户和交通枢纽。西部重庆，成都，西安经济三角中的一级。1992年7月中华人民共和国国务院批准为中國内陆开放城市，是新亚欧大陆桥中国段陇海兰新线上最大的中心城市。现辖11区2县，总面积9983平方公里，人口846.7万人。著名高校包括西安交通大学，西北工业大学，西北农林科技大学，西安电子科技大学，西北大学，陕西师范大学，长安大学，解放军空军军医大学等，也是中国民办高校最集中的地区，超过123家世界五百强企业在西安设立了机构。
目前西安在逐渐对汉唐原有建筑遗址进行整修，增添纪念设施，如大唐芙蓉园，曲江池，大明宫，汉长安城遗址，汉阳陵等，亦新建大唐不夜城，让游客目睹大唐盛世的豪华景象。

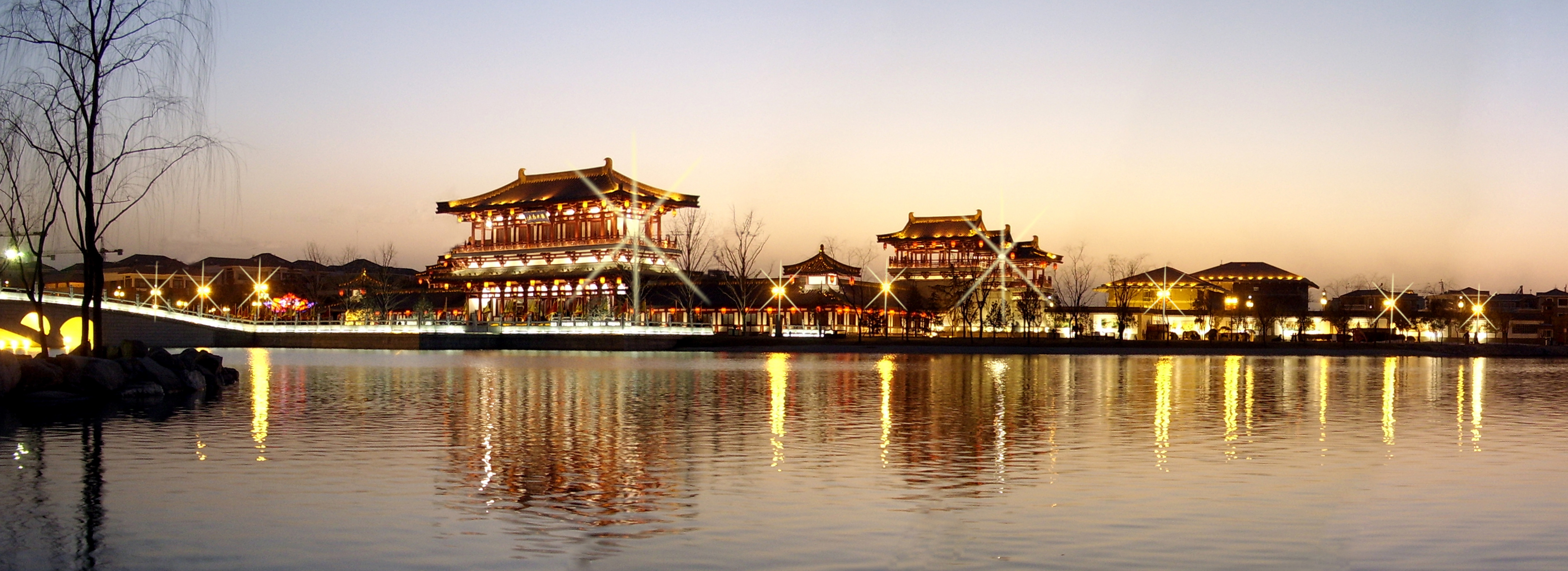
大唐芙蓉园現在開闢為觀光主題樂園，为新唐风建筑

#### 相关文艺作品
《白鹿原》、《废都》。

## 歷代定都的王朝
- 西周（前1046年－前771年）
- 秦朝（前350年－前207年）
- 西漢（前206年－9年）
- 新朝、漢更始帝（9年－25年）
- 東漢（190年－195年）
- 西晉（313年－316年）
- 前趙（318年－329年）
- 前秦（351年－385年）
- 後秦（386年－417年）
- 西魏（534年－557年）
- 北周（557年－581年）
- 隋朝（581年－618年）

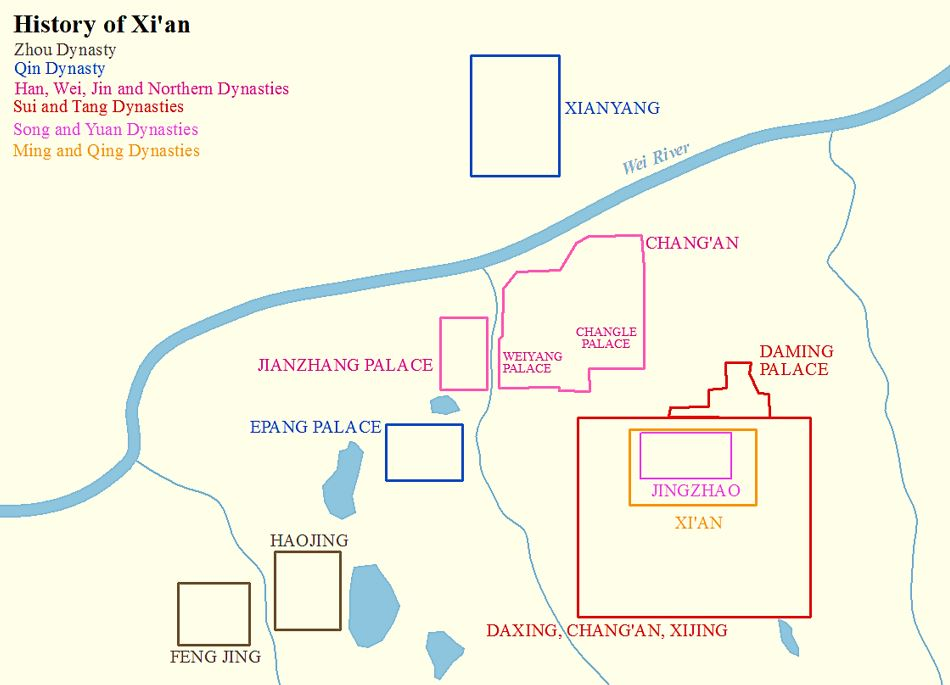
西安歷代國都及府城位置
周：丰京、镐京
秦：咸陽及阿房宮
漢、魏、晉及北朝：長安（包括長樂宮、未央宮及建章宮）
隋、唐：大興、長安／西京（包括大明宮）
宋、元：京兆府
明、清：西安

- 唐朝（618年－690年、705年－904年）

## 参看

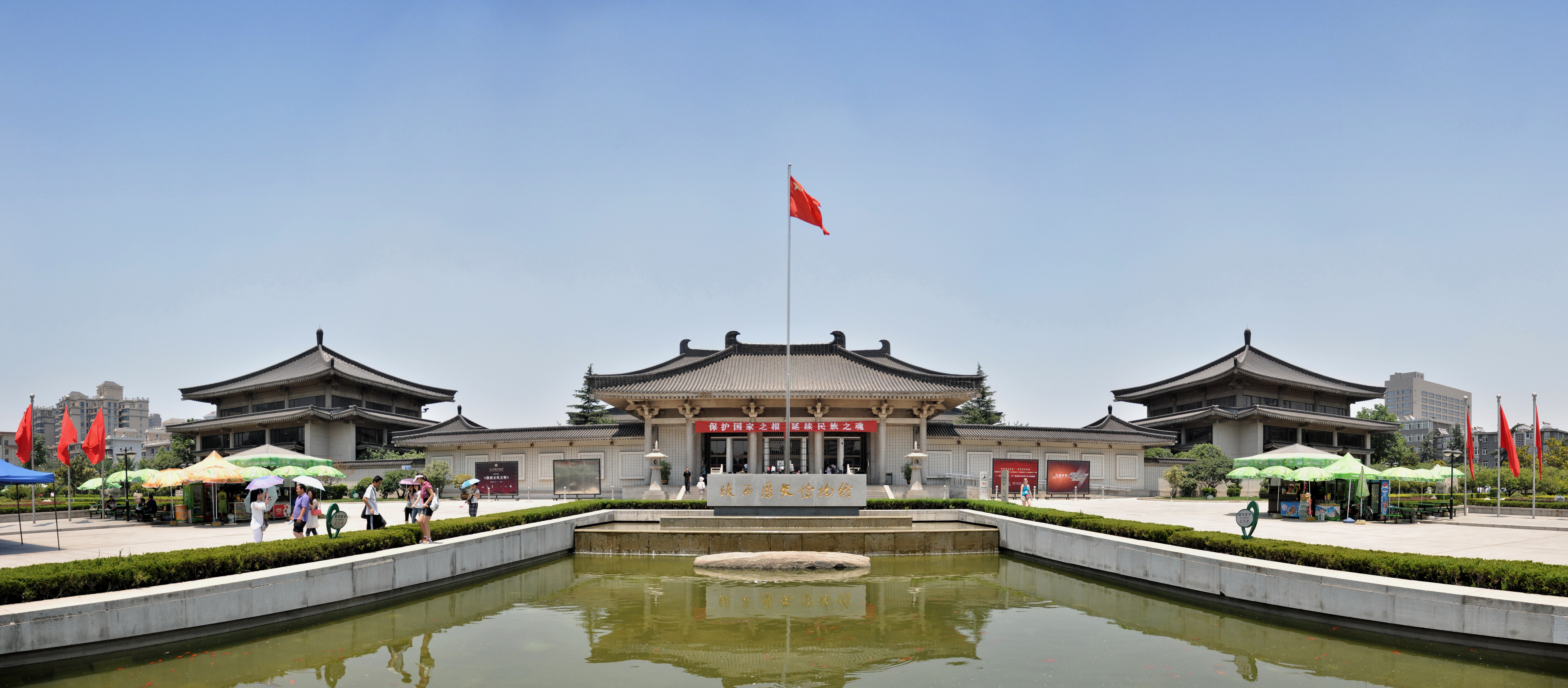
陕西历史博物馆，为新唐风建筑

- 汉长安城
- 唐长安城
- 大明宫
- 西安城墙
- 西安
- 咸阳
- 中国首都
- 三辅黄图

## 延伸阅读
[在维基数据编辑]
 《欽定古今圖書集成·方輿彙編·職方典·第四百九十一卷》，出自陈梦雷《古今圖書集成》